# 800 meter för damer i friidrott vid olympiska sommarspelen 1988
800 meter för damer vid olympiska sommarspelen 1988 i Seoul avgjordes 26 september. 

## Medaljörer
| Gren      | Guld                        | Guld    | Silver                          | Silver  | Brons               | Brons   |
| 800 meter | Sigrun Wodars · Östtyskland | 1.56,10 | Christine Wachtel · Östtyskland | 1.56,64 | Kim Gallagher · USA | 1.56,91 |

## Resultat
- Q innebär avancemang utifrån placering i heatet.
- q innebär avancemang utifrån total placering.
- DNS innebär att personen inte startade.
- DNF innebär att personen inte fullföljde.
- DQ innebär diskvalificering.
- NR innebär nationellt rekord.
- OR innebär olympiskt rekord.
- WR innebär världsrekord.
- WJR innebär världsrekord för juniorer
- AR innebär världsdelsrekord (area record)
- PB innebär personligt rekord.
- SB innebär säsongsbästa.

### Final
| Placering | Final                     | Tid     |
| --------- | ------------------------- | ------- |
|           | Sigrun Wodars (GDR)       | 1.56,10 |
|           | Christine Wachtel (GDR)   | 1.56,64 |
|           | Kim Gallagher (USA)       | 1.56,91 |
| 4.        | Slobodanka Čolović (YUG)  | 1.57,50 |
| 5.        | Delisa Walton-Floyd (USA) | 1.57,80 |
| 6.        | Inna Jevsejeva (URS)      | 1.59,37 |
| 7.        | Mayte Zuñiga (ESP)        | 1.59,82 |
| 8.        | Diane Edwards (GBR)       | 2.00,77 |

### Semifinaler
| Placering | Heat 1                    | Tid     |
| --------- | ------------------------- | ------- |
| 1.        | Sigrun Wodars (GDR)       | 1.57,21 |
| 2.        | Kim Gallagher (USA)       | 1.57,39 |
| 3.        | Slobodanka Čolović (YUG)  | 1.57,49 |
| 4.        | Mayte Zuñiga (ESP)        | 1:58.85 |
| 5.        | Kirsty Wade (GBR)         | 2:00.86 |
| 6.        | Soraya Telles (BRA)       | 2:01.86 |
| 7.        | Joetta Clark (USA)        | 2:03.32 |
| 8.        | Nadezjda Olizarenko (URS) | 2:05.27 |

| Placering | Heat 2                       | Tid     |
| --------- | ---------------------------- | ------- |
| 1.        | Christine Wachtel (GDR)      | 1.58.44 |
| 2.        | Delisa Floyd (USA)           | 1.58,82 |
| 3.        | Inna Jevsejeva (URS)         | 1.59,10 |
| 4.        | Diane Edwards (GBR)          | 1:59.66 |
| 5.        | Gaby Lesch (FRG)             | 1:59.85 |
| 6.        | Shireen Bailey (GBR)         | 1:59.94 |
| 7.        | Dalja Matoussiavitjene (URS) | 2:00.15 |
| 8.        | Letitia Vriesde (SUR)        | 2:02.34 |

### Försöksheat
| Placering | Heat 1                   | Tid     |
| --------- | ------------------------ | ------- |
| 1.        | Inna Jevsejeva (URS)     | 2.01,59 |
| 2.        | Slobodanka Čolović (YUG) | 2.01,80 |
| 3.        | Shireen Bailey (GBR)     | 2.02,36 |
| 4.        | Sharon Powell (JAM)      | 2:03.49 |
| 5.        | Montserrat Pujol (ESP)   | 2:03.73 |
| 6.        | Choi Se-Beom (KOR)       | 2:06.65 |
| 7.        | Assumpta Achuo-Bei (CMR) | 2:07.10 |
| 8.        | Christine Bakombo (ZAI)  | 2:11.00 |

| Placering | Heat 2                     | Tid     |
| --------- | -------------------------- | ------- |
| 1.        | Christine Wachtel (GDR)    | 2.00,62 |
| 2.        | Joetta Clark (USA)         | 2.00,83 |
| 3.        | Gaby Lesch (FRG)           | 2.00,95 |
| 4.        | Mayte Zúñiga (ESP)         | 2:00.98 |
| 5.        | Mary Burzminski (CAN)      | 2:02.85 |
| 6.        | Shiny Abraham-Wilson (IND) | 2:03.26 |
| 7.        | Maria Mutola (MOZ)         | 2:04.36 |
| 8.        | Sheila Seebaluck (MRI)     | 2:08.93 |

| Placering | Heat 3                    | Tid     |
| --------- | ------------------------- | ------- |
| 1.        | Sigrun Wodars (GDR)       | 2.02,24 |
| 2.        | Delisa Floyd (USA)        | 2.02,37 |
| 3.        | Soraya Telles (BRA)       | 2.02,48 |
| 4.        | Dalia Matusevičienė (URS) | 2:02.57 |
| 5.        | Kirsty Wade (GBR)         | 2:02.75 |
| 6.        | Maureen Stewart (CRC)     | 2:08.17 |
| 7.        | Laverne Bryan (ANT)       | 2:12.18 |

| Placering | Heat 4                    | Tid     |
| --------- | ------------------------- | ------- |
| 1.        | Kim Gallagher (USA)       | 2.01,70 |
| 2.        | Diane Edwards (GBR)       | 2.01,79 |
| 3.        | Nadezjda Olizarenko (URS) | 2.01,81 |
| 4.        | Letitia Vriesde (SUR)     | 2:01.83 |
| 5.        | Hassiba Boulmerka (ALG)   | 2:03.33 |
| 6.        | Renée Belanger (CAN)      | 2:04.74 |